# Glossosoma angaricum
Glossosoma angaricum är en nattsländeart som först beskrevs av Levanidova 1967.  Glossosoma angaricum ingår i släktet Glossosoma och familjen stenhusnattsländor. Inga underarter finns listade i Catalogue of Life.